# Dongming

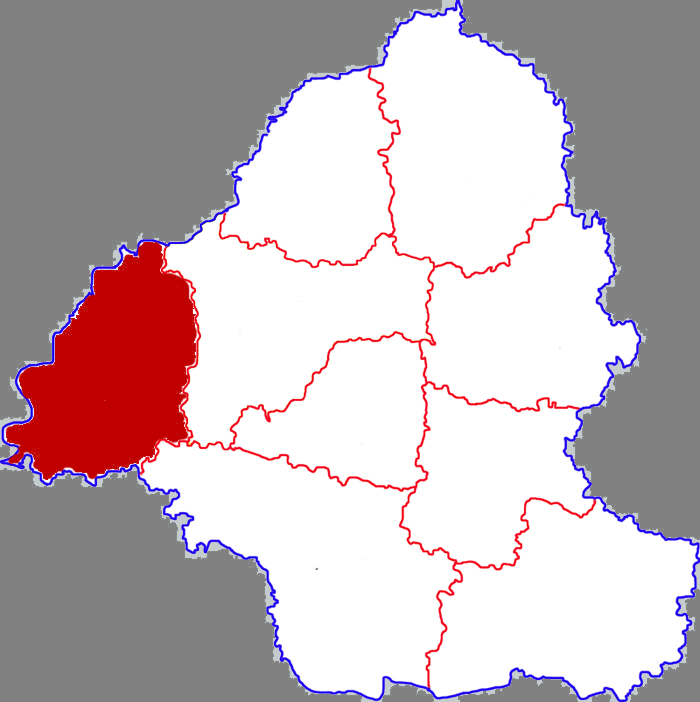
Lage des Kreises Dongming im Gebiet von Heze

Dongming (chinesisch 东明县, Pinyin Dōngmíng Xiàn) ist ein Kreis, der zum Verwaltungsgebiet der bezirksfreien Stadt Heze im Südwesten der ostchinesischen Provinz Shandong gehört. Die Fläche beträgt 1.370 Quadratkilometer und die Einwohnerzahl 711.080 (Stand: Zensus 2010). 1999 zählte er 677.563 Einwohner.
Die Doudui-Stätte (Doudui yizhi 窦堆遗址; aus den Zeiten von Neolithikum, Shang und Zhou) und der Konfuzianische Tempel von Dongming (Dongming wenmiao 东明文庙; aus der Zeit der Ming-Dynastie) stehen auf der Liste der Denkmäler der Provinz Shandong.